# Lisiwszczyna (rejon żytomierski)
Lisiwszczyna (ukr. Лісівщина) – wieś na Ukrainie, w obwodzie żytomierskim, w rejonie żytomierskim, w hromadzie Stanysziw. W 2001 liczyła 40 mieszkańców.